# Femina (magazine suisse)
Pour les articles homonymes, voir Femina.
 (avril 2024).
Si vous disposez d'ouvrages ou d'articles de référence ou si vous connaissez des sites web de qualité traitant du thème abordé ici, merci de compléter l'article en donnant les références utiles à sa vérifiabilité et en les liant à la section « Notes et références ».
Femina est un magazine hebdomadaire féminin et un site internet suisse. Historiquement, ce magazine illustré est publié en 1936 sous le titre La Semaine de la femme, puis change de nom en 1962 pour devenir Femina.

## Description
Distribué en Suisse romande sous la forme d'un supplément féminin de l'hebdomadaire Matin Dimanche, il propose diverses rubriques : loisirs, société, santé, gastronomie, beauté, mode. Via son site internet, Femina inspire et informe les Romandes, partage des idées loisirs et culture, décrypte des phénomènes de société, fait le point sur les tendances déco, mode et beauté.
Il est publié par le groupe Tamedia :
- Tirage contrôlé : 124 675 (certifié REMP 2015[Quoi ?]) ;
- Lectorat magazine : 270 000 (MACH basic 2016-1[Quoi ?]) ;
- Audience print + web : 330 000 (UUpM[Quoi ?]) Audience totale 2016-1[Quoi ?].

### Rédaction en chef
- 2021-2025 : Géraldine Savary[2] ;
- Depuis 2025 : Gérald Cordonier (responsable depuis 2025 de la rubrique culture et société, transversale à la rédaction Tamedia)[2].